# Episodi di The Player
La prima e unica stagione della serie televisiva The Player è stata trasmessa in prima visione assoluta negli Stati Uniti d'America dal 24 settembre al 19 novembre 2015 su NBC.
In Italia la stagione è andata in onda dal 5 al 26 maggio 2016 su Paramount Channel.
| nº | Titolo originale      | Titolo italiano          | Prima TV USA      | Prima TV Italia |
| -- | --------------------- | ------------------------ | ----------------- | --------------- |
| 1  | Pilot                 | Fate il vostro gioco     | 24 settembre 2015 | 5 maggio 2016   |
| 2  | Ante Up               | Alzare la posta          | 1º ottobre 2015   | 5 maggio 2016   |
| 3  | L.A. Takedown         | La vendetta del cartello | 8 ottobre 2015    | 12 maggio 2016  |
| 4  | The Big Blind         | Il grande buio           | 15 ottobre 2015   | 12 maggio 2016  |
| 5  | House Rules           | Le regole della Casa     | 22 ottobre 2015   | 19 maggio 2016  |
| 6  | The Norseman          | Tributo agli dei         | 29 ottobre 2015   | 19 maggio 2016  |
| 7  | A House Is Not a Home | La casa di Ginny         | 5 novembre 2015   | 26 maggio 2016  |
| 8  | Downtown Odds         | Una città contesa        | 12 novembre 2015  | 26 maggio 2016  |
| 9  | Tell                  | Doppio gioco             | 19 novembre 2015  | 26 maggio 2016  |